# TiungSAT-1
TiungSAT-1 est le premier microsatellite malaisien,.
Le satellite a été développé dans le cadre d’un programme de transfert de technologie et de formation entre Astronautic Technology Sdn Bhd (ATSB) et Surrey Satellite Technology. Le TiungSAT-1 a été lancé à bord d’une fusée Dnepr depuis le cosmodrome de Baïkonour, Kazakhstan, le 26 septembre 2000.
En mai 2002, la charge utile radioamateur du satellite a reçu la désignation Malaysian OSCAR-46, ou MO-46.